# 学校法人大阪成蹊学園
学校法人大阪成蹊学園（がっこうほうじんおおさかせいけいがくえん）は、学校法人にして、大阪成蹊大学などの設置者。学校法人成蹊学園、学校法人福岡成蹊学園、学校法人福島成蹊学園とは無関係の別の法人である。

## 設置校
- 大阪成蹊大学
- びわこ成蹊スポーツ大学
- 大阪成蹊短期大学
- 大阪成蹊女子高等学校
- こみち幼稚園